# Emma Clayton (athlétisme)
Pour les articles homonymes, voir Emma Clayton et Clayton.
Emma Clayton, née le 16 juillet 1988 est une coureuse de fond anglaise spécialisée en course en montagne. Elle a remporté deux médailles aux championnats du monde de course en montagne et la médaille de bronze aux championnats d'Europe de course en montagne 2015.

## Biographie
Emma commence la course à pied à l'âge de douze ans lorsque son père lui suggère de faire du sport. À quatorze ans, ce dernier lui propose de participer à une course de fell running pour s'amuser. La course se déroule dans des conditions météorologiques difficiles avec du vent et du froid. Emma s'embourbe jusqu'aux genoux dans les tourbières. Découragée, ses parents l'incitent à persévérer et elle découvre une véritable communauté dans ce sport. Elle s'illustre en 2009 en devenant championne U23 de Grande-Bretagne de fell running. Le 3 octobre 2009, elle participe à la course de Šmarna Gora grâce à l'équipe de développement d'Angleterre. Elle découvre la discipline de course en montagne qu'elle apprécie.
Elle remporte son second titre national U23 de fell running en 2010 puis décide de se consacrer essentiellement à la course en montagne pour la saison 2011. Elle prend part au Grand Prix WMRA et commence la saison avec une deuxième place lors de la course de relais d'Arco et se classe finalement troisième du Grand Prix.
Le 7 juillet 2012, elle termine à la sixième place lors des championnats d'Europe de course en montagne à Pamukkale et remporte la médaille d'or par équipes avec Mary Wilkinson et Katie Walshaw.
Le 8 septembre 2013, elle effectue une excellente course lors des championnats du monde de course en montagne à Krynica-Zdrój. Menant la course féminine en imposant son rythme, elle se fait finalement doubler par l'Italienne Alice Gaggi dans la dernière montée, surmotivée pour remporter le titre le jour de son anniversaire. Emma remporte la médaille d'argent et double la mise au classement par équipes avec Sarah Tunstall et Mary Wilkinson,.
Elle connaît une excellente saison 2015. Le 4 juillet, elle lutte face à la Norvégienne Eli Anne Dvergsdal pour la médaille d'argent aux championnats d'Europe de course en montagne à Porto Moniz mais s'incline finalement pour terminer sur la troisième marche du podium. Elle se console en remportant la médaille d'or par équipes avec Victoria Wilkinson et Rebecca Robinson,. Le 19 septembre lors des championnats du monde de course en montagne à Betws-y-Coed, elle part dans le trio britannique mené par Emily Collinge qui domine la course. L'Ougandaise Stella Chesang parvient à les doubler pour remporter le titre. Emma termine sur la troisième marche du podium entre Emily et Sarah Tunstall. Le trio s'impose au classement par équipes.
Elle se blesse au tendon d'Achille en janvier 2016 puis est victime d'une fracture de fatigue au métatarse en août. Sa saison 2017 ne s'améliore pas avec une suite de petites blessures.
Elle se marie en 2018 puis reprend le chemin de la compétition. Elle se classe troisième de la Coupe du monde de course en montagne à égalité de points avec Lucy Wambui Murigi mais sans podium pour Emma, la Kényane se classe deuxième.

## Palmarès

### Course en montagne
| no  | féminin            | Course                                      | Longueur | Départ            | Temps           |
| --- | ------------------ | ------------------------------------------- | -------- | ----------------- | --------------- |
| 56e | Médaille de bronze | Course du Snowdon                           | 15,35 km | 16 juillet 2009   | 1 h 25 min 39 s |
| 10e | 10e                | Championnats d'Europe de course en montagne | 8,5 km   | 10 juillet 2011   | 50 min 53 s     |
| 2e  | Médaille d'argent  | Montée du Grand Ballon                      | 9 km     | 17 mai 2012       | 49 min 11 s     |
| 6e  | 6e                 | Championnats d'Europe de course en montagne | 8,3 km   | 7 juillet 2012    | 40 min 27 s     |
| 22e | Médaille d'argent  | Course de montagne du Grintovec             | 9,6 km   | 29 juillet 2012   | 1 h 39 min 44 s |
| 3e  | Médaille de bronze | Montée du Grand Ballon                      | 9 km     | 2 juin 2013       | 48 min 17 s     |
| 6e  | 6e                 | Championnats d'Europe de course en montagne | 8,8 km   | 6 juillet 2013    | 55 min 16 s     |
| 1re | Médaille d'or      | Castle Mountain Running                     | 9,5 km   | 21 juillet 2013   | 46 min 49 s     |
| 2e  | Médaille d'argent  | Championnats du monde de course en montagne | 9,08 km  | 8 septembre 2013  | 43 min 12 s     |
| 6e  | 6e                 | Championnats d'Europe de course en montagne | 8,1 km   | 12 juillet 2014   | 41 min 42 s     |
| 9e  | 9e                 | Championnats du monde de course en montagne | 8,4 km   | 14 septembre 2014 | 50 min 11 s     |
| 2e  | Médaille d'argent  | Montée du Grand Ballon                      | 9 km     | 14 juin 2015      | 51 min 16 s     |
| 3e  | Médaille de bronze | Championnats d'Europe de course en montagne | 8,25 km  | 4 juillet 2015    | 53 min 36 s     |
| 3e  | Médaille de bronze | Championnats du monde de course en montagne | 8,9 km   | 19 septembre 2015 | 38 min 33 s     |

### Route
| Année | Compétition      | Lieu       | Place | Épreuve       | Temps       |
| ----- | ---------------- | ---------- | ----- | ------------- | ----------- |
| 2016  | Great Birmingham | Birmingham | 1re   | 10 kilomètres | 34 min 27 s |

## Records
| Épreuve       | Performance    | Date        | Lieu       |
| ------------- | -------------- | ----------- | ---------- |
| 3 000 mètres  | 9 min 12 s 62  | 6 août 2013 | Stretford  |
| 5 000 mètres  | 15 min 44 s 38 | 14 mai 2016 | Manchester |
| 10 000 mètres | 33 min 28 s 33 | 21 mai 2016 | Londres    |
| 5 kilomètres  | 16 min 5 s     | 6 août 2016 | Ipswich    |
| 10 kilomètres | 33 min 49 s    | 5 mai 2013  | Bristol    |